# Гвадалахара (Мексика)
Гвадалахара (ісп. Guadalajara [ɡwaðalaˈxaɾa] д·і) — місто у Мексиці, на північному заході Мексиканського нагір'я, на висоті 1500 м; адміністративний центр штату Халіско.
Друге за населенням місто країни (приблизно 1.460 тисяч у 2015 році). Гвадалахара досить консервативне місто, з сильними католицькими традиціями. Гвадалахара — батьківщина народної музики «маріачі», яка відома далеко за межами Мексики.

## Назва
Місто назване на честь іспанської Гвадалахари, назва якої походить від арабського Вад-аль-Хіджара, що означає «Річка, що тече між скель».

## Економіка
Головний економічний центр західної Мексики. Одне з найчарівніших міст країни — «Перлина Заходу».
Залізничний вузол. З'єднаний нафтопроводом з Саламанкою і газопроводом із С'юдад-Пемексом.
Значний центр обробної промисловості (близько 7 % мексиканської промисловості), що працює на довізній сировині. Харчова промисловість (млинарська і олійно-жирова) дає 43 % вартості продукції (1960), текстильна і шкіряно-взуттєва 15 %, хімічна 10 %. Розвивається машинобудування, виробництво добрива та цементу.
Фармацевтична промисловість Гвадалахари грає найважливішу роль в національному виробництві, поступаючись лише столиці, і є одним з найбільших дистриб'юторів в країні.
Гвадалахара відома як «мексиканська силіконова долина» через розвиток IT-сектора: софтверні компанії міста є головними розробниками програмного забезпечення в країні, а електронна промисловість Гвадалахари стала найбільшим виробником електронних компонентів для таких компаній як General Electric, IBM, Kodak, Intel, Hewlett-Packard, Siemens, Flextronics, Foxconn, Gateway, Sanmina-SCI, Dell, Solectron і BlackBerry.

## Архітектура
Від колоніального періоду у Гвадалахарі збереглась прямокутна сітка вулиць, житлові будинки, фонтани, собор (1571–1618), церква (Санта-Моніка, 1720–1733), шпиталі (Алькальде, 1787–1792), будівля Верховного суду (Авдьенсія, 1751–1775). В Паласіо де Гоб'єрно (1643), шпиталі Кабаньяса (початок 19 ст.) і аудиторії університету — розписи Хосе Ороско.
У середині 20 ст. у Гвадалахарі прокладені нові магістралі, побудовані суспільний центр, дім культури, ринки, спортцентри, інші будівлі у сучасному стилі, університет. На початку 21 століття планувалося побудувати тут образотворчий музей Гугенгайм Гвадалахара, але 2009 року від проекту відмовилися.

## Транспорт
З вересня 1989 року в місті працює легкий метрополітен. Доповнює транспортну систему міста тролейбусна лінія з 34 км, на якій розташовані 54 зупинки. Міжнародний аеропорт Гвадалахари імені Мігеля Ідальго-і-Кастілья знаходиться за 16 кілометрів на південь від центру міста, пасажиропотік 2019 року склав 14 823 592 пасажира, що на 3,37 % більше, ніж 2018 року.

## Культура

### Музеї
Музеї Гвадалахари є продовженням культурної інфраструктури міста, будівлі багатьох з них мають важливе архітектурне та історичне значення. У колекціях музеїв представлені практично всі жанри: картини і скульптури, ремесла, пластика, фотографія і твори мистецтва різних країн.
Список музеїв міста:
- Будинок-музей Лопеса Портільо
- Майстерня Хосе Клементе Ороско
- Інформаційний центр Гвадалахари
- Дитячий музей Globo в Гвадалахарі
- Інститут ремесел
- Музей археології Західної Мексики
- Регіональний музей Гвадалахари
- Сапопанський художній музей «MAZ»

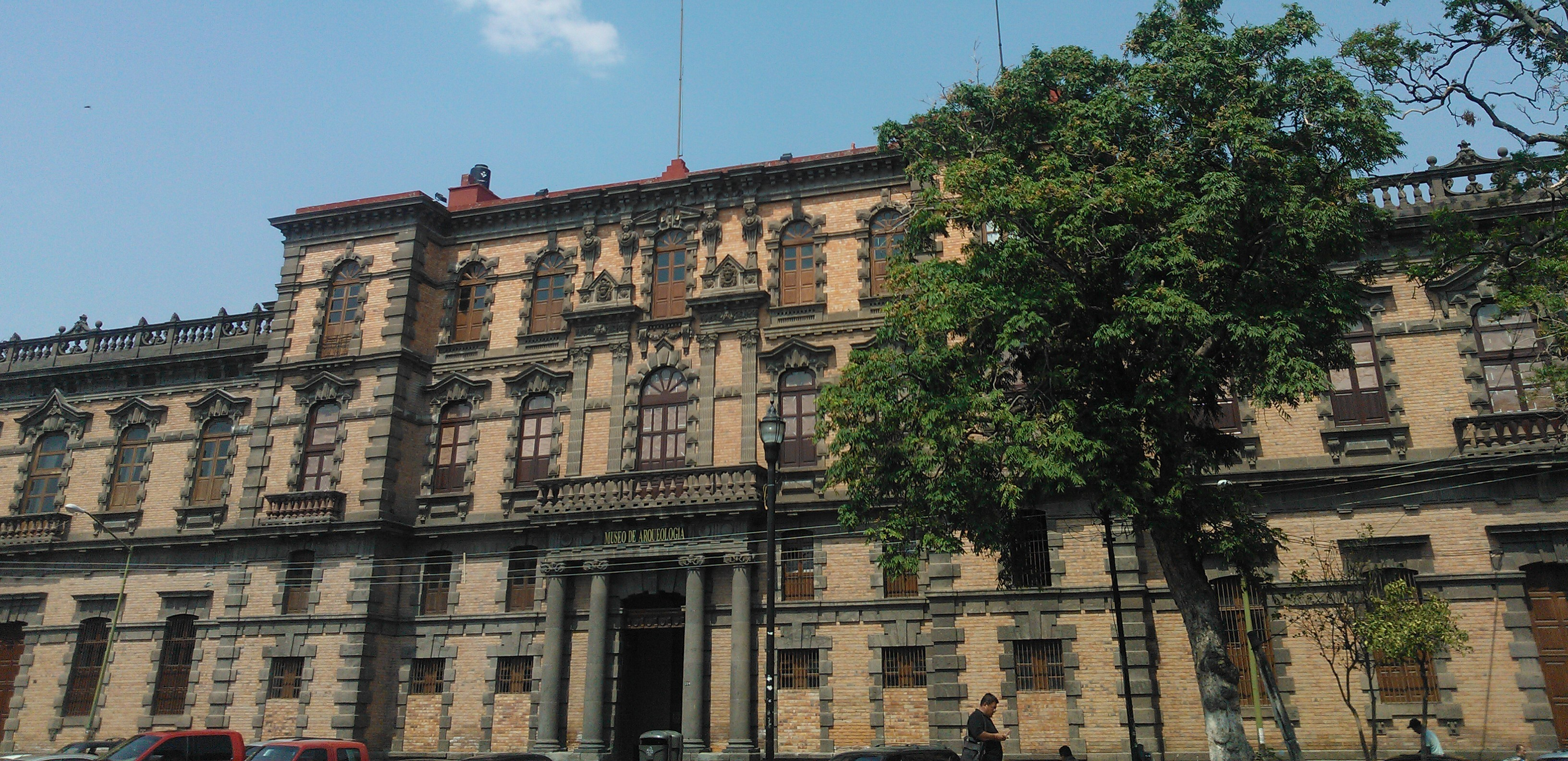
Музей археології Західної Мексики був заснований 1914 року в будівлі колишнього монастиря.

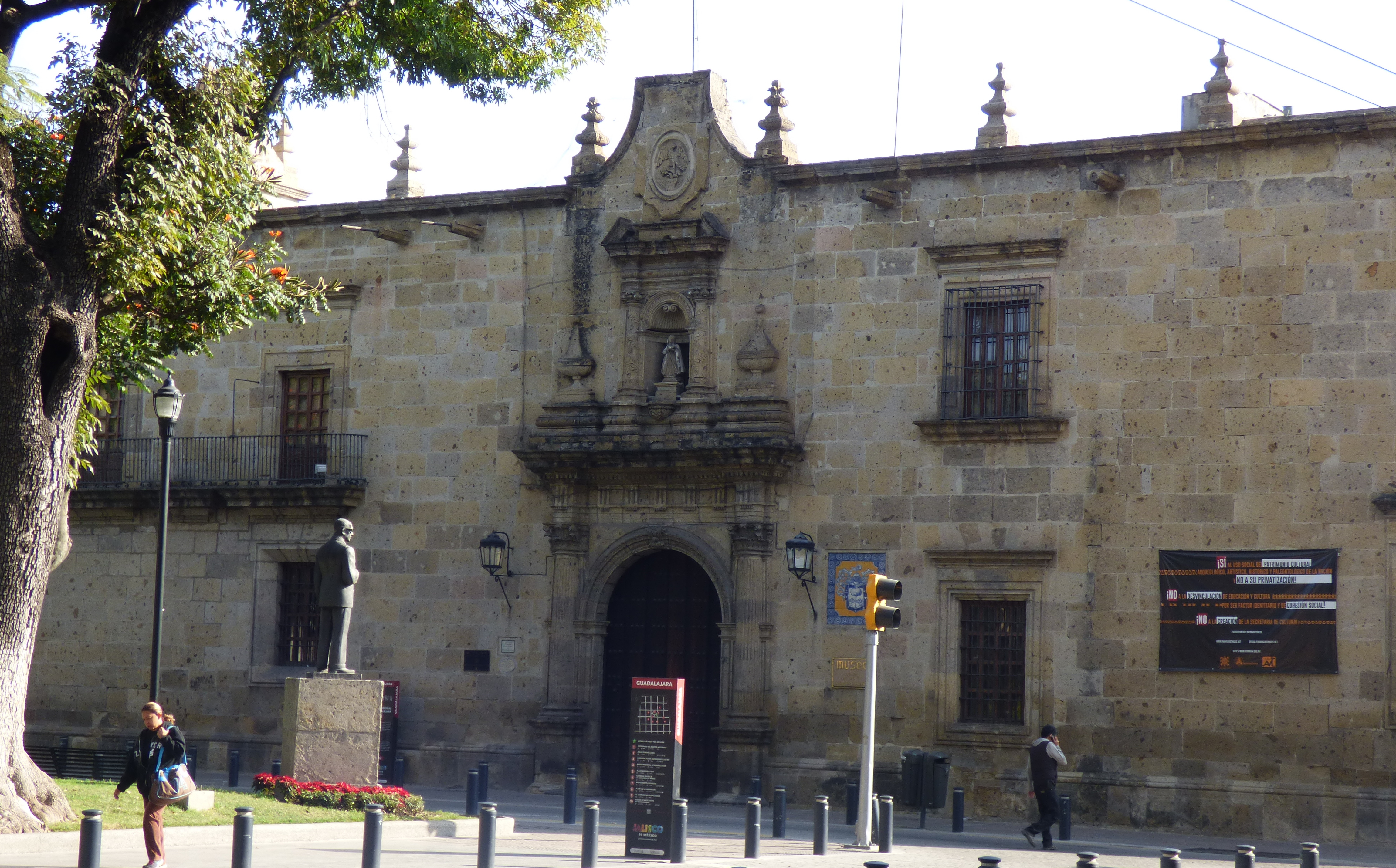
Регіональний музей Гвадалахари

- Музей індіанського мистецтва уічоль-віксаріків
- Музей полювання Беніто Альбарран
- Музей воскових фігур
- Музей неймовірного
- Музей міста
- Музей Сапопанської Діви
- Музей мистецтв «MUSA»
- Музей народного мистецтва Халіско
- Музей палеонтології Гвадалахари
- Музей армії та авіації
- Музей журналістики і графіки
- Урядовий палац-музей
- Музей сучасного мистецтва
- та багато інших

### Бібліотеки
У Гвадалахарі та передмістях, які її оточують, є широкий спектр державних, приватних та електронних бібліотек для пошуку і отримання інформації. Найвідоміші з них — Іберо-американська бібліотека Октавіо Паса Університету Гвадалахари і Публічна бібліотека штату Халіско, розташована в передмісті Сапопан.

### Театри

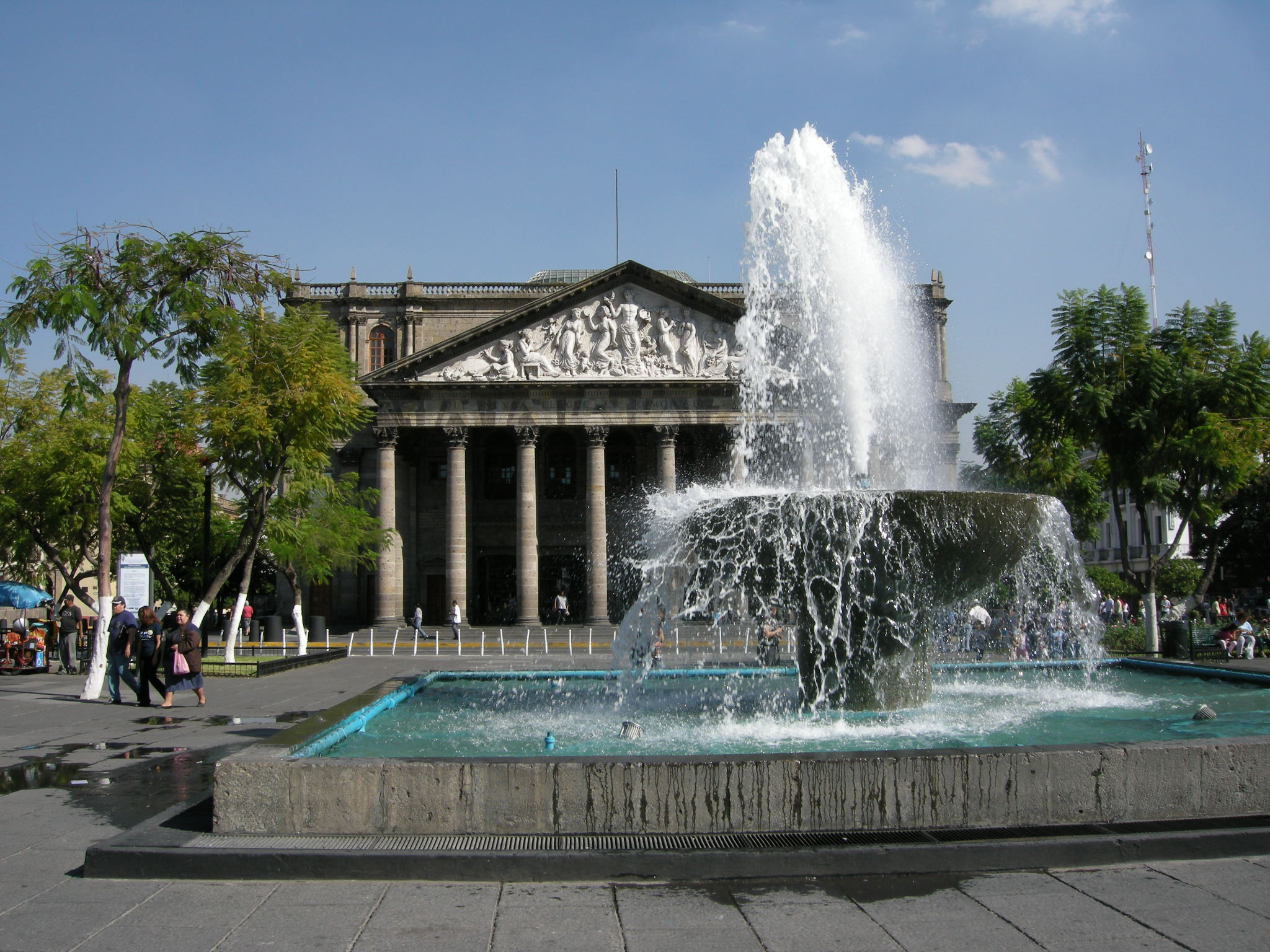
Театр Дегольядо

- Театр Эль Каминанте
- Театр Дегольядо
- Театр Діана
- Студія Каварет
- Експериментальний театр Халіско
- «Підвісний будинок»
- Театр «Аудиторія Ангела»

### Гастрономія
Див. також Мексиканська кухня

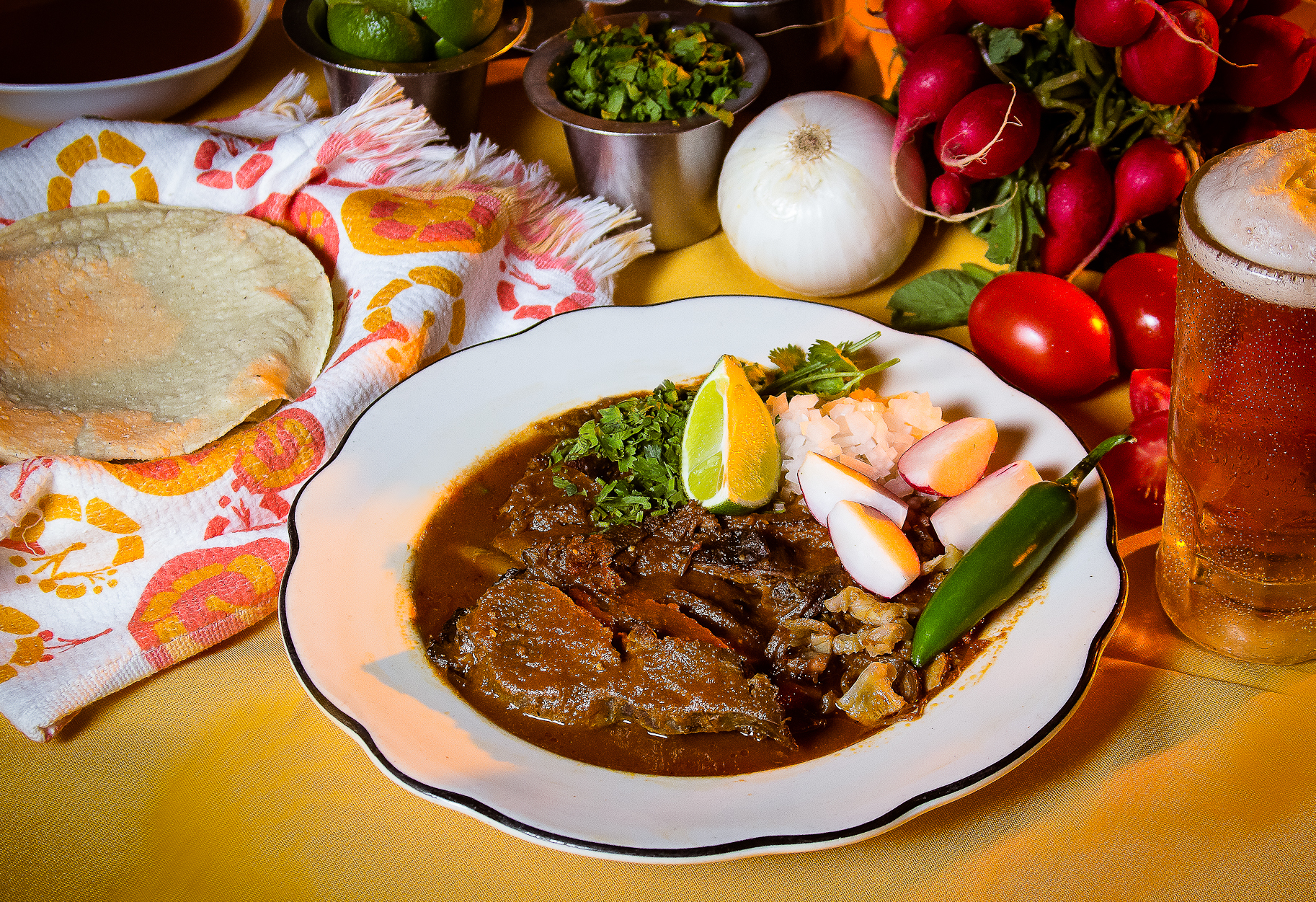
Біррія, основна страва Гвадалахари.

У Гвадалахарі готують безліч типових мексиканських страв, таких як позоле, тамале, енчилада, тако, менудо, боби Чарро. Але страва, яка повністю відрізняє місто від всієї країни, — це «торта ахогада», яка готується з солоного хліба бірото, намазаного томатним соусом «карніта» зі спеціями та обсмаженими бобами, нарізаною на шматочки смаженою свининою; також її їдять з цибулею, тушкованою в лимонному гострому соусі.
Типова страва Гвадалахари і всього штату Халіско — біррія, цю страву здебільшого готують з козячого м'яса, але іноді з яловичини або баранини. Домашню біррію зазвичай готують у спеціальній печі. Готове м'ясо змішують з томатним бульйоном зі спеціями або ж цей бульйон подають окремо. Десерт, який вважається типовим для Гвадалахари, — це херікала, його готують з молока, яєць, ванілі, кориці і цукру.
Ще одна типова страва кухні Гвадалахари — м'ясо у власному соку. Ця страва складається з яловичого бульйону з квасолею і подається з беконом, кінзою, цибулею і редискою.
У Гвадалахарі також є безліч ресторанів, де можна скуштувати страви інтернаціональної кухні. Тут знаходяться одні з кращих ресторанів в країні зі стравами іспанської, французької, бразильської, японської, італійської, індійської, арабської, ліванської, грецької, китайської, аргентинської, тайської, коста-риканської кухні, а також кілька ресторанів, які спеціалізуються на вегетаріанських та органічних стравах.

## Освіта
Освіта є одним з основних факторів розвитку Гвадалахари, оскільки освіта стала одним з найактивніших секторів економіки, що привертає інвестиції, тому що місто має кілька університетів міжнародного значення. Крім того, конкурентоспроможні випускники університетів затребувані як у місті, так і в країні.
У місті знаходиться Гвадалахарський Університет, третій найстаріший університет у Мексиці (заснований 1792 року), університет з найбільшою кількістю студентів в країні (після Національного автономного університету Мексики), а також Автономний університет Гвадалахари (UAG), перший приватний університет в країні (заснований 1935 року).
У місті також розташовані кампуси кількох приватних університетів, у тому числі:
- Панамериканського університету
- Монтеррейського Інституту технології та вищих досліджень
- Технологічного університету Халіско

## Спорт

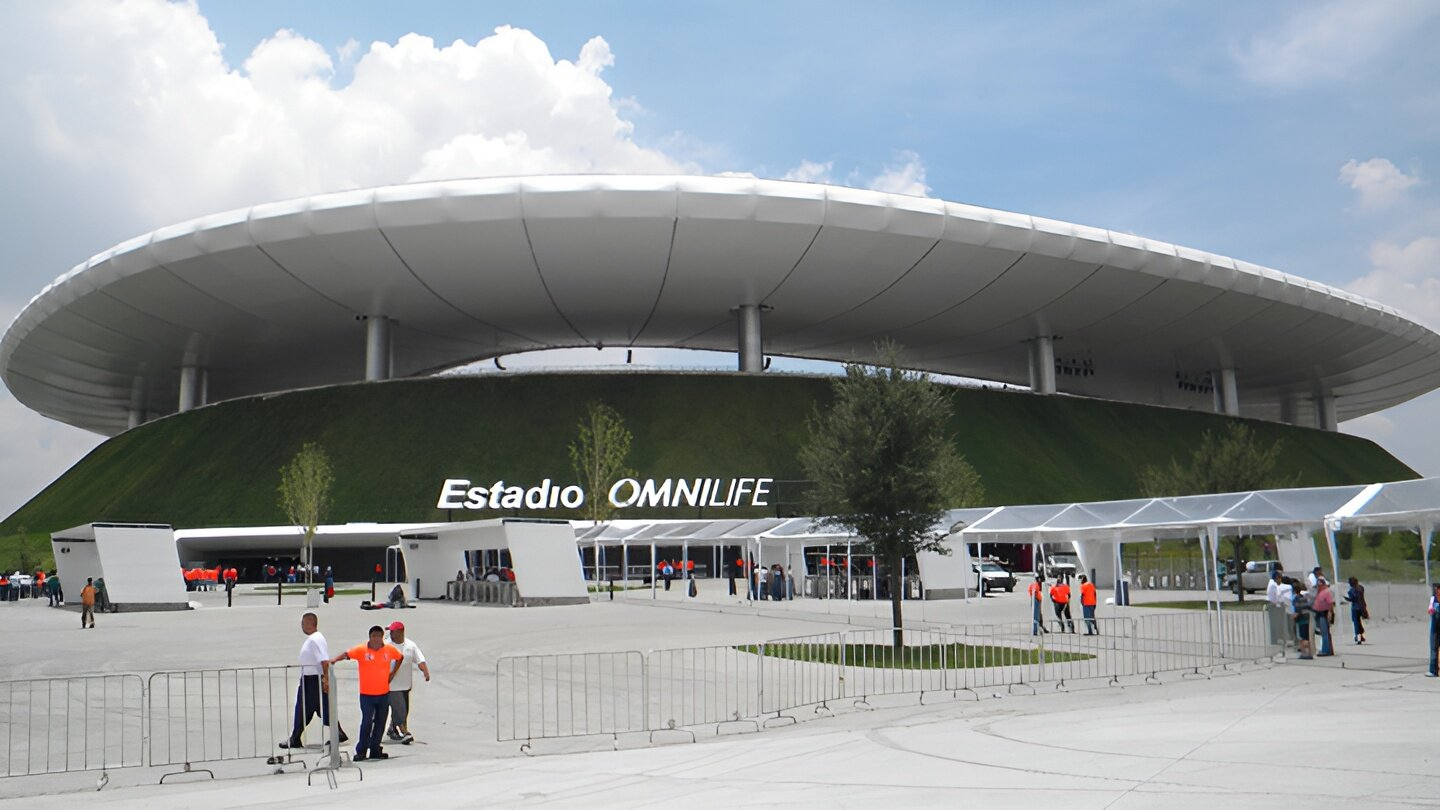
Стадіон «Акрон»

Найпопулярнішим видом спорту в Гвадалахарі є футбол. У місті базуються дві команди Прімера Дивізіону: «Гвадалахара» (домашня арена — стадіон «Акрон» на 49 850 місць) та «Атлас» (домашня арена — стадіон «Халіско» на 55 110 місць). У третьому дивізіоні чемпіонату Мексики виступають клуби «Оро» та «Депортіво Національ».
Баскетбольна команда «Астрос-де-Халіско» бере участь в іграх Національної професійної баскетбольної ліги з 2019 року.
Штат Халіско є національним лідером в області олімпійських видів спорту, оскільки він вигравав національні Олімпіади 18 раз поспіль, а також 9 разів вигравав найбільшу кількість медалей у всіх дисциплінах національних Олімпіад.
Панамериканські ігри 2011 року проводилися в Гвадалахарі, тоді Мексика приймала Панамериканські ігри втретє, але впершє за межами Мехіко.

## Клімат
Клімат Гвадалахари — вологий субтропічний (Cwa за класифікацією кліматів Кеппена), який досить близький до тропічного клімату і для нього характерні сухі, теплі зими і спекотне, вологе літо. Клімат Гвадалахари також залежить від значної висоти над рівнем моря і загальної сезонності опадів в західній частині Північної Америки.
Хоча в Гвадалахарі тепло увесь рік, але сильні дощі йдуть тут тільки в літній період, в інші пори року клімат досить посушливий.
| Клімат Гвадалахари                                                                                 | Клімат Гвадалахари | Клімат Гвадалахари | Клімат Гвадалахари | Клімат Гвадалахари | Клімат Гвадалахари | Клімат Гвадалахари | Клімат Гвадалахари | Клімат Гвадалахари | Клімат Гвадалахари | Клімат Гвадалахари | Клімат Гвадалахари | Клімат Гвадалахари | Клімат Гвадалахари |
| Показник                                                                                           | Січ.               | Лют.               | Бер.               | Квіт.              | Трав.              | Черв.              | Лип.               | Серп.              | Вер.               | Жовт.              | Лист.              | Груд.              | Рік                |
| Абсолютний максимум, °C                                                                            | 35,0               | 38,0               | 39,0               | 41,0               | 39,0               | 38,5               | 37,0               | 36,5               | 36,0               | 35,0               | 32,0               | 33,0               | 41,0               |
| Середній максимум, °C                                                                              | 24,7               | 26,5               | 29,0               | 31,2               | 32,5               | 30,5               | 27,5               | 27,3               | 27,1               | 27,1               | 26,4               | 24,7               | 27,9               |
| Середня температура, °C                                                                            | 17,1               | 18,4               | 20,7               | 22,8               | 24,5               | 23,9               | 22,0               | 21,9               | 21,8               | 21,0               | 19,2               | 17,5               | 20,9               |
| Середній мінімум, °C                                                                               | 9,5                | 10,3               | 12,3               | 14,3               | 16,4               | 17,3               | 16,5               | 16,4               | 16,5               | 14,9               | 12,1               | 10,3               | 13,9               |
| Абсолютний мінімум, °C                                                                             | −1,5               | 0,0                | 1,0                | 0,0                | 1,0                | 10,0               | 9,0                | 11,0               | 10,0               | 8,0                | 3,0                | −1                 | −1,5               |
| Норма опадів, мм                                                                                   | 15.6               | 6.6                | 4.7                | 6.2                | 24.9               | 191.2              | 272.5              | 226.1              | 169.5              | 61.4               | 13.7               | 10.0               | 1002.4             |
| Вологість повітря, %                                                                               | 60                 | 57                 | 50                 | 46                 | 48                 | 63                 | 71                 | 72                 | 71                 | 68                 | 63                 | 64                 | 61                 |
| -------------------------------------------------------------------------------------------------- | ------------------ | ------------------ | ------------------ | ------------------ | ------------------ | ------------------ | ------------------ | ------------------ | ------------------ | ------------------ | ------------------ | ------------------ | ------------------ |
| Джерело: SERVICIO METEOROL GICO NACIONALGUADALAJARA (DGE), GUADA / SERVICIO METEOROL GICO NACIONAL |                    |                    |                    |                    |                    |                    |                    |                    |                    |                    |                    |                    |                    |

## Уродженці
- Валентин Гомес Фаріас (1781—1858) — мексиканський політик, який кілька разів займав президентську посаду у період 1833—1846 років.
- Енріке Гонсалес Мартінес (1871—1952) — мексиканський поет, представник модернізму.
- Доктор Атль (справжнє ім'я Херардо Мурі́льо, 1875—1964) — мексиканський живописець, громадський діяч, мистецтвознавець, етнограф і вулканолог.
- Луїс Барраґан (1902—1988) — мексиканський архітектор.
- Хорхе Гонсалес Камарена (1908—1980) — мексиканський художник і скульптор
- Кеті Хурадо (1924—2002) — мексиканська акторка театру, кіно та телебачення
- Гільєрмо дель Торо (* 1964) — мексиканський кінорежисер, сценарист, продюсер, письменник.
- Ґлорія Ґевара (* 1967) — мексиканський політик.
- Гаель Гарсія Берналь (* 1978) — мексиканський актор, кінорежисер, сценарист та продюсер.
- Абнер Марес Мартінез (* 1985) — мексиканський боксер — професіонал, чотириразовий чемпіон світу.
- Гільєрмо Очоа (* 1985) — мексиканський футболіст, воротар збірної Мексики і клубу «Америка».
- Хімена Наваррете (* 1988) — мексиканська модель.
- Серхіо Перес (* 1990) — мексиканський автогонщик, пілот Формули-1.

## Галерея Гвадалахари

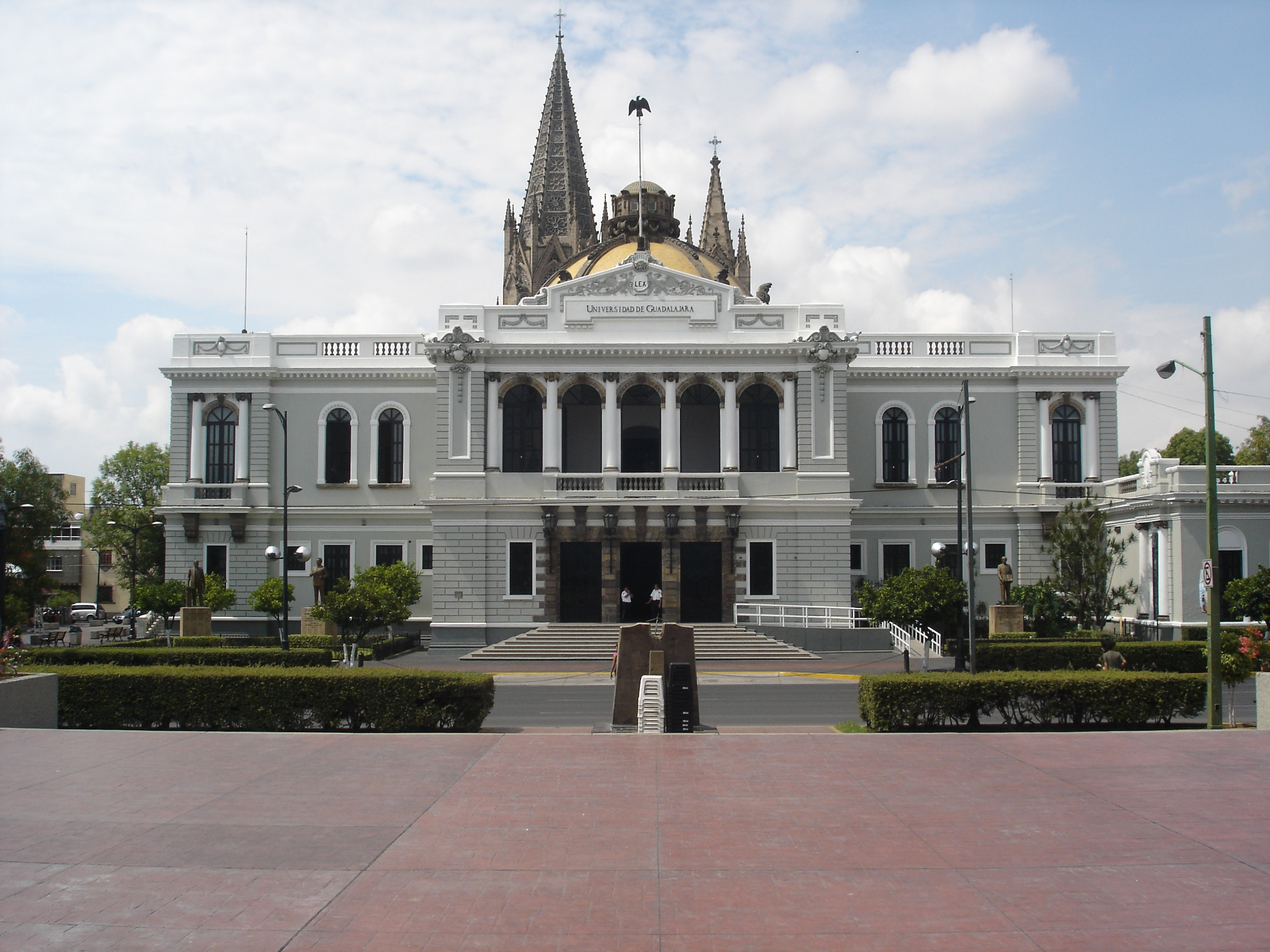
Ректорат університету Гвадалахари
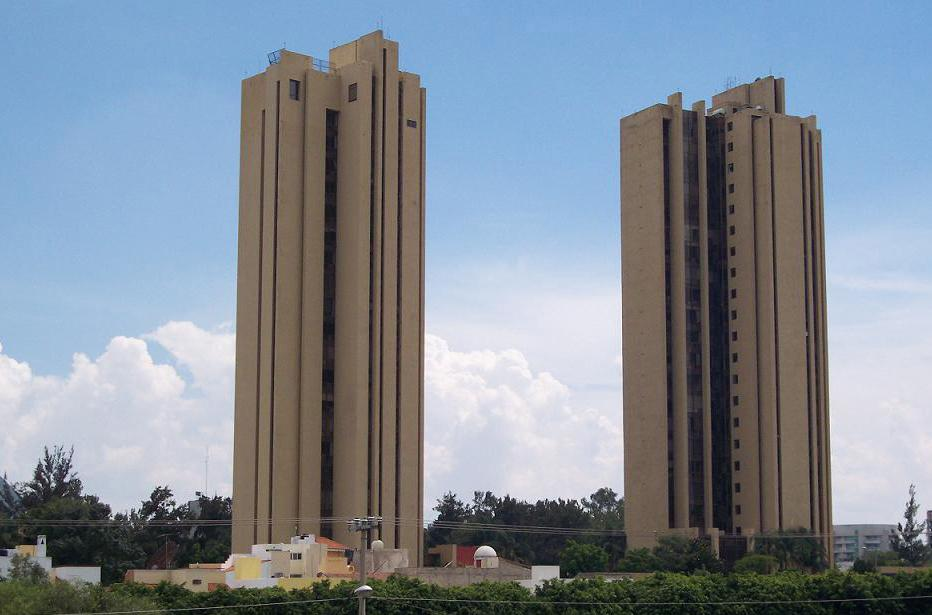
Вежі Country Club Condominium
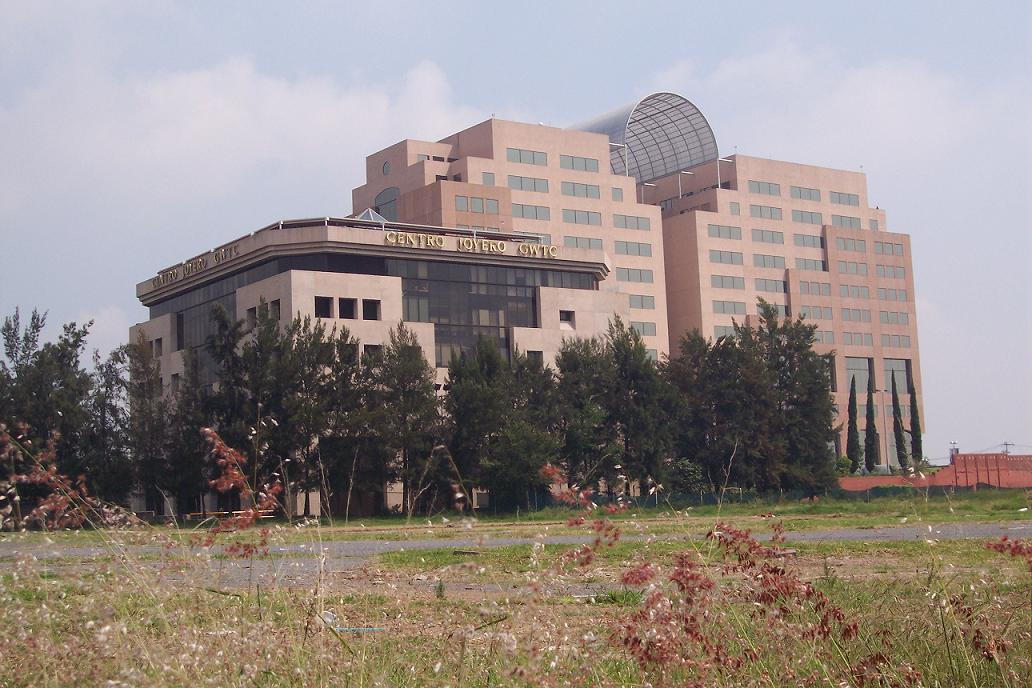
Світовий торговий центр у Гвадалахарі
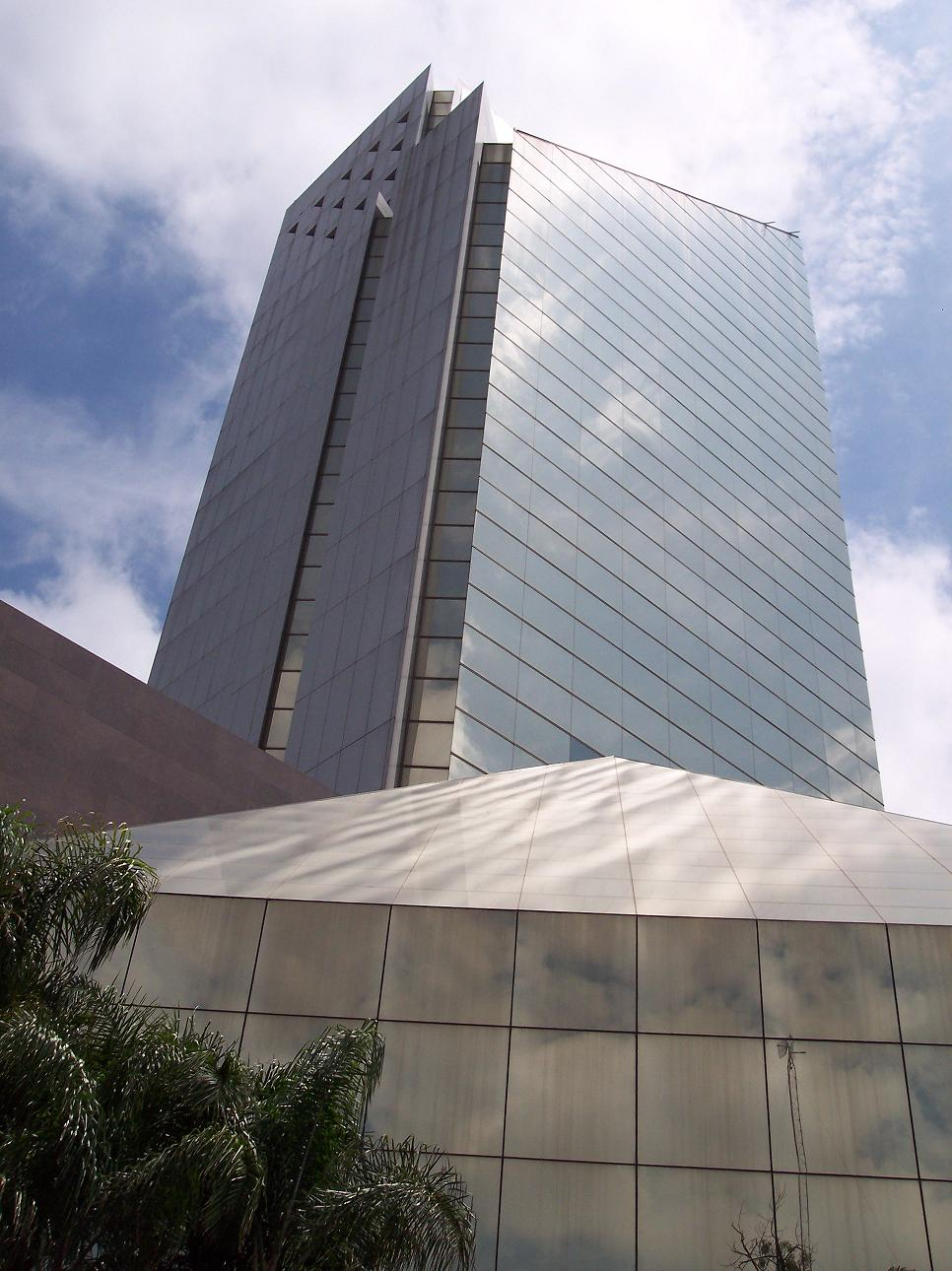
Вежа Чапультепек
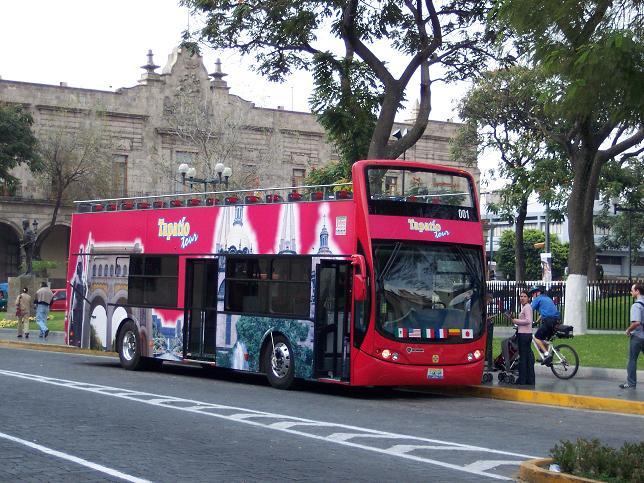
Автобусний маршрут Tapatio Tour
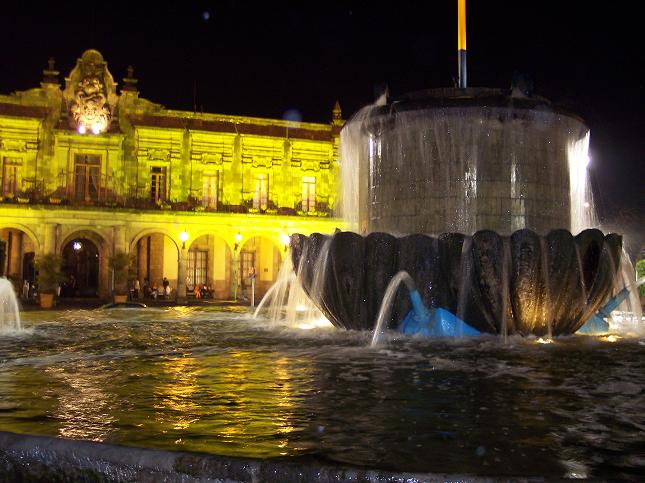
Міський палац
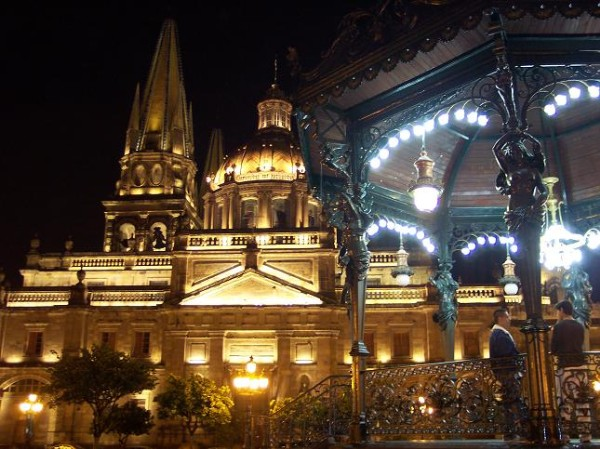
Площа зброї та Кафедральний собор
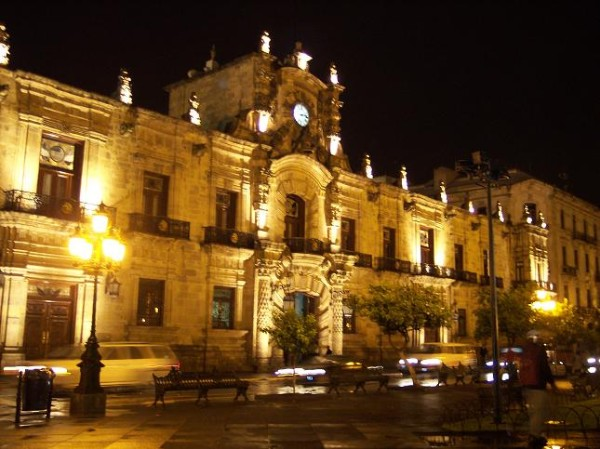
Урядовий палац
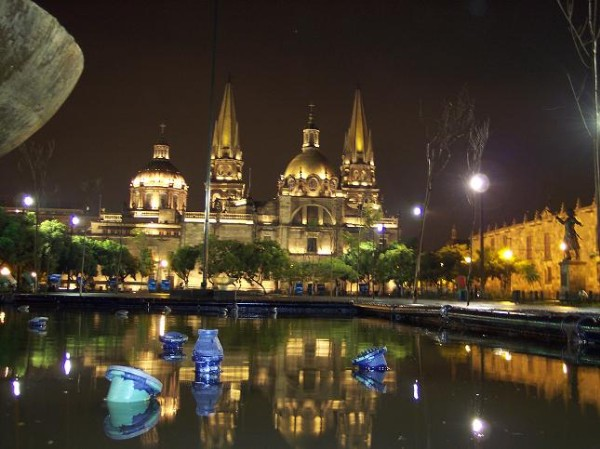
Площа звільнення
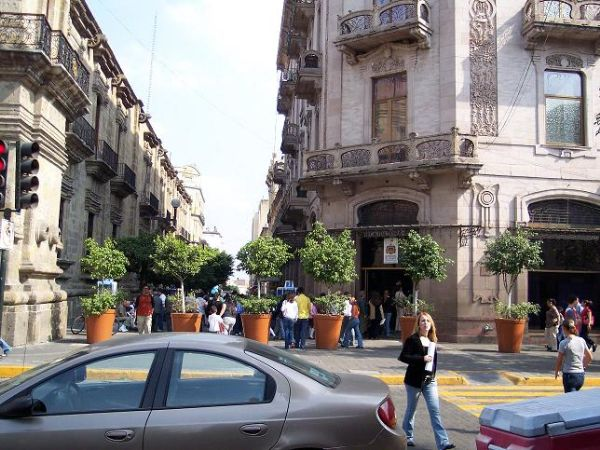
Вулиця Педро Морено
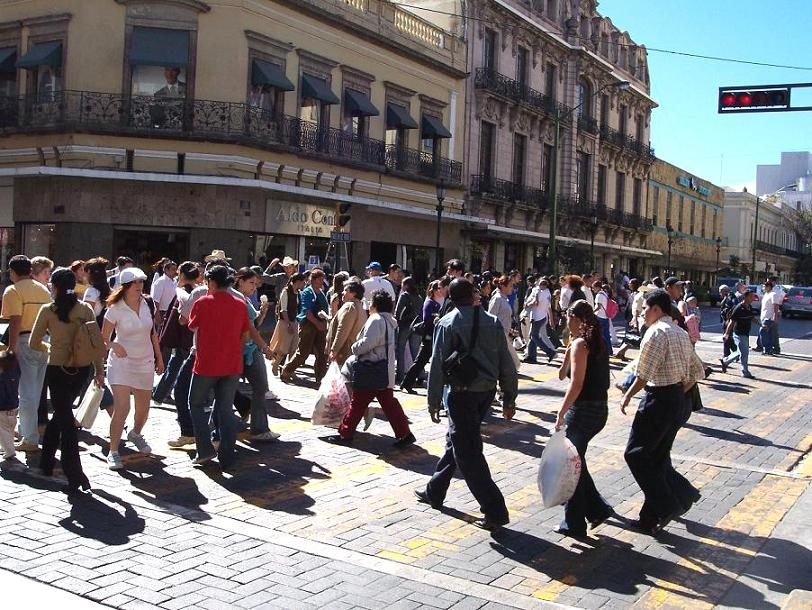
Авеню Хуарес и вулиця Колумба
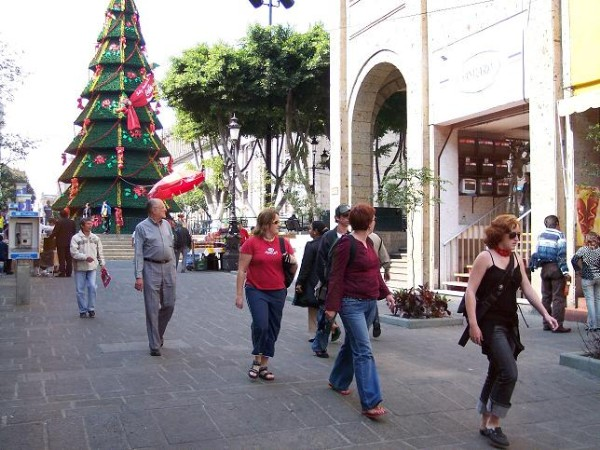
Вулиця Морелос
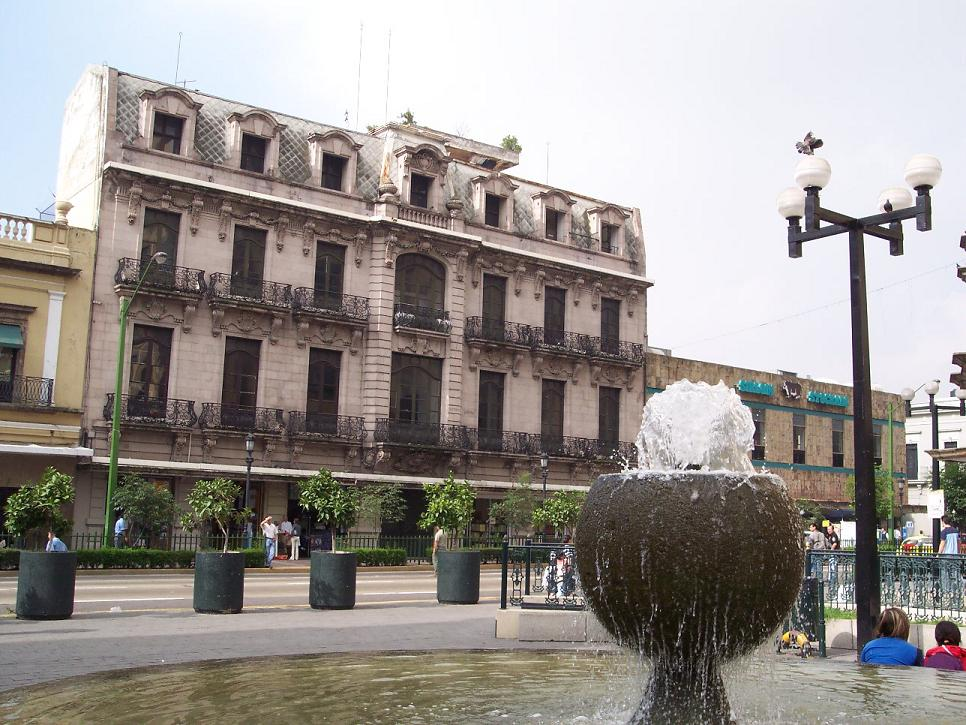
Будівля на Університетській площі
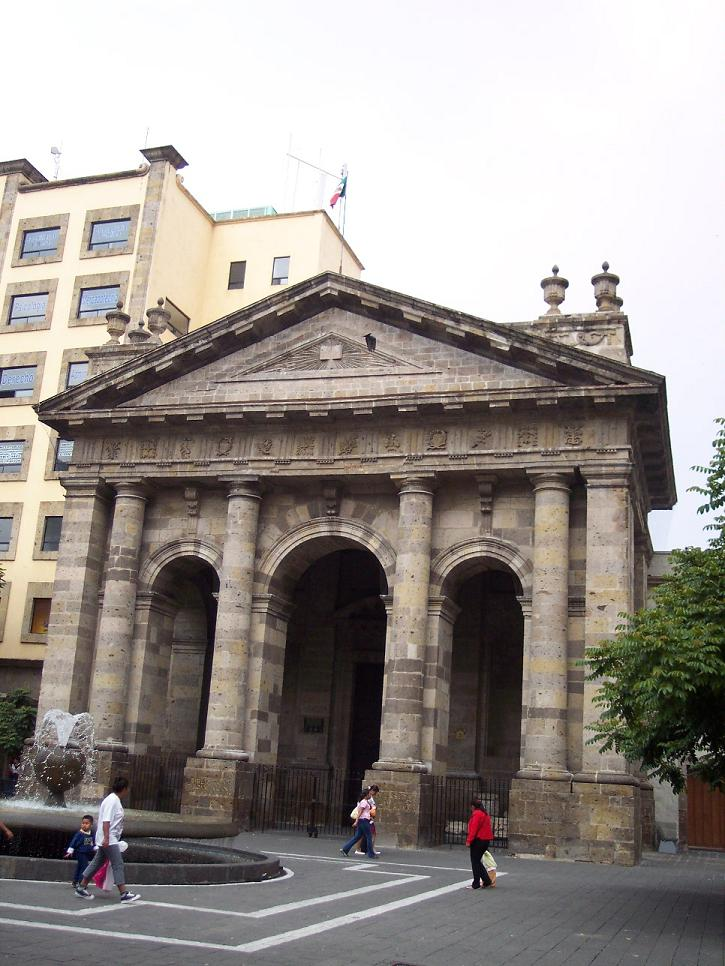
Бібліотека Октавіо Пас на Університетській площі
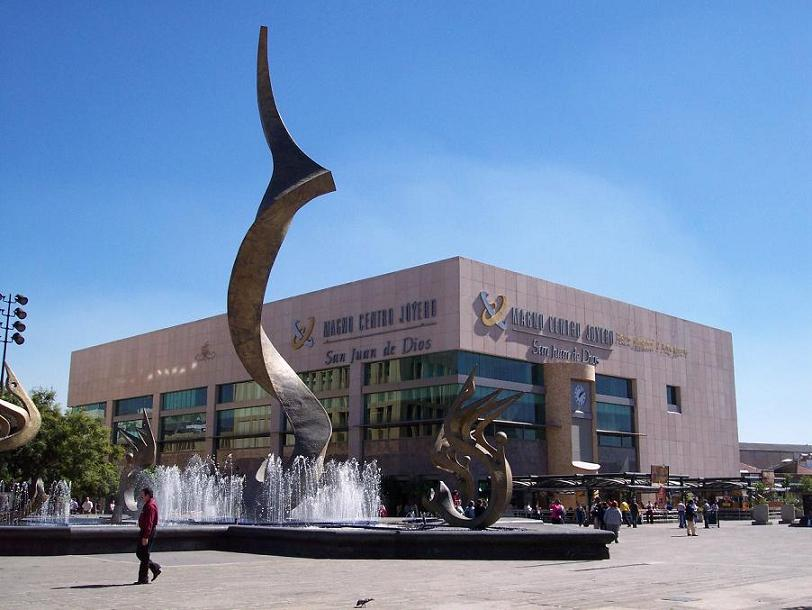
Площа Тапатіа
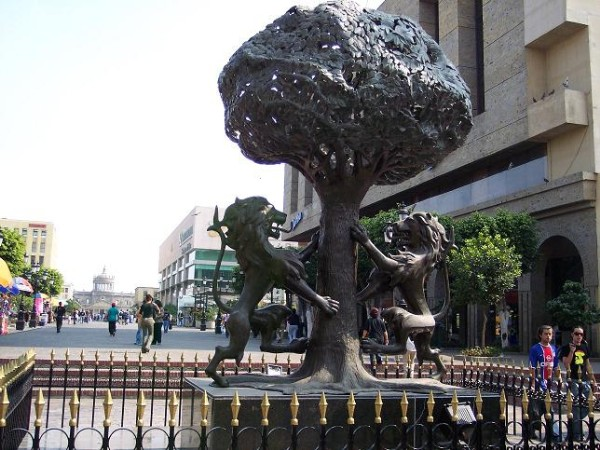
Coat of Arms